# Athous subtruncatus
Athous subtruncatus là một loài bọ cánh cứng trong họ Elateridae. Loài này được Mulsant & Guillebeau miêu tả khoa học năm 1856.